# Unione Sportiva Pistoiese 1968-1969
Questa voce raccoglie le informazioni riguardanti l'Unione Sportiva Pistoiese nelle competizioni ufficiali della stagione 1968-1969.

## Rosa
| N. |                   | Ruolo | Calciatore         |
| -- | ----------------- | ----- | ------------------ |
|    | Italia (bandiera) | C     | Sergio Berti       |
|    | Italia (bandiera) | P     | Alberto Bertucco   |
|    | Italia (bandiera) | D     | Remo Bicchierai    |
|    | Italia (bandiera) | C     | Giovanni Breschi   |
|    | Italia (bandiera) | C     | Giuseppe Campi     |
|    | Italia (bandiera) | A     | Vinicio Ciacci     |
|    | Italia (bandiera) | C     | Mauro Ciampi       |
|    | Italia (bandiera) | P     | Dino Di Carlo      |
|    | Italia (bandiera) | A     | Alberto Ereditieri |
|    | Italia (bandiera) | C     | Franco Dal Maso    |
|    | Italia (bandiera) |       | Fabiani            |

| N. |                   | Ruolo | Calciatore         |
| -- | ----------------- | ----- | ------------------ |
|    | Italia (bandiera) |       | Gabbanini          |
|    | Italia (bandiera) | C     | Roberto Gagliardi  |
|    | Italia (bandiera) | A     | Bruno Gattai       |
|    | Italia (bandiera) | C     | Luigi Marcolongo   |
|    | Italia (bandiera) | C     | Fabio Mazzacane    |
|    | Italia (bandiera) | C     | Mauro Molinari     |
|    | Italia (bandiera) | C     | Paolo Migliorini   |
|    | Italia (bandiera) | C     | Fabrizio Nerattini |
|    | Italia (bandiera) |       | Pasetto            |
|    | Italia (bandiera) | C     | Riccardo Vezzosi   |
|    | Italia (bandiera) |       | Zironi             |